# Wilfried Mauf
Wilfried Mauf (* 22. August 1927 in Halle an der Saale; † 12. Januar 2014 ebenda) war ein deutscher Radrennfahrer.

## Sportliche Laufbahn
Mauf begann 1940 mit dem Radsport in seiner Heimatstadt Halle. Er gewann 1949 den Vorläufer der DDR-Meisterschaften im Bahnsprint (Ostzonenmeisterschaft) der Berufsfahrer. In dieser Disziplin wurde er 1952 Zweiter sowie 1951 und 1953 Dritter der Meisterschaften. Am 15. Februar 1955 veröffentlichte der Radsportverband der DDR einen Beschluss seines Präsidiums, wonach alle noch aktiven Berufsfahrer und Schrittmacher aufgefordert wurden, sofort „Mitglied der demokratischen Sportbewegung“ zu werden und sich einer Betriebssportgemeinschaft (BSG) anzuschließen. Alle Aktiven, die diese Möglichkeit wahrnehmen würden, wären dafür von der üblichen zweijährigen Karenzzeit befreit und sofort bei den Amateuren startberechtigt. Der Beschluss trug ultimativen Charakter und endete mit einer Fristsetzung bis zum 28. Februar 1955.
Nachdem er sich im März 1955 reamateurisieren ließ, war er noch lange Zeit als Schrittmacher bei Steherrennen aktiv. Hier wurde er mit Jürgen Ehm an der Rolle Dritter der DDR-Meisterschaft 1987, 1988 führte er Falk Schlosser auf diesen Rang.